# 郡山遊廓
郡山遊廓（こおりやまゆうかく）は福島県安積郡郡山町相生町（現・郡山市赤木町）にかつて存在した遊廓。赤木遊廓とも呼ばれる。

## 概要
江戸時代、奥州街道の郡山宿には飯盛女が置かれており、それが後に遊廓に形を変えた。
1901年（明治34年）には、宿場町から現在の郡山市赤木町にまとまって移転した。その際に町名も「相生町」と命名された。
1930年（昭和5年）に出版された『全国遊廓案内』によると、郡山町遊廓は福島県安積郡郡山町（現・郡山市）にあって、東北本線郡山駅の約8丁の場所にあり、乗合自動車の便もありいう。
また、当時は貸座敷が10軒程度あって娼妓は60から70人ほどおり、娼妓は福島県の者が大多数だったという。
1958年（昭和33年）に売春防止法が施行され、遊廓は廃止された。
なお、赤木町への移転当時に建てられた石造りの門柱は、遊廓の廃止後も長年残されていたが、2011年の東日本大震災で受けた損傷が大きく、後に撤去された。